# Właściwy stan ochrony
Właściwy stan ochrony – pojęcie używane w ochronie przyrody w Unii Europejskiej, w tym szczególnie w ochronie obszarów Natura 2000
Stan siedliska przyrodniczego, przy którym naturalny zasięg siedliska przyrodniczego i obszary zajęte przez to siedlisko w obrębie jego zasięgu nie zmieniają się lub zwiększają się, struktura i funkcje, które są konieczne do długotrwałego utrzymania się siedliska,
istnieją i prawdopodobnie nadal będą istniały oraz typowe dla tego siedliska gatunki znajdują się we właściwym stanie ochrony.
Stan gatunku, przy którym dane o dynamice liczebności
populacji tego gatunku wskazują, że gatunek jest trwałym składnikiem
właściwego dla niego siedliska, naturalny zasięg gatunku nie zmniejsza się
ani nie ulegnie zmniejszeniu w dającej się przewidzieć przyszłości oraz odpowiednio
duże siedlisko dla utrzymania się populacji tego gatunku istnieje
i prawdopodobnie nadal będzie istniało.
Pojęcie może być stosowane zarówno do krajowych i regionalnych zasobów siedlisk przyrodniczych i gatunków, jak i do siedlisk przyrodniczych oraz gatunków w obszarze Natura 2000.
W obszarze Natura 2000 osiągnięcie właściwego stanu siedlisk przyrodniczych i gatunków, będących w nim przedmiotami ochrony, jest celem strategicznym ochrony obszaru. 
W praktyce właściwy stan ochrony siedliska przyrodniczego w obszarze Natura 2000 to taki stan, w którym:
- powierzchnia siedliska nie zmniejsza się, ani nie jest antropogenicznie pofragmentowana;
- ekosystem jest w dobrym stanie, brak znaczących zaburzeń, zachodzą typowe dla ekosystemu procesy ekologiczne, stan typowych gatunków jest właściwy, różnorodność biologiczna związana z ekosystemem jest niezubożona;
- brak jest zagrożeń i negatywnych trendów wobec siedliska przyrodniczego. Zachowanie siedliska w stanie niepogorszonym w perspektywie co najmniej 10-20 lat jest niemal pewne.

Natomiast właściwy stan ochrony gatunku w obszarze Natura 2000 to taki stan, w którym:
- liczebność jest stabilna w dłuższym okresie (mogą występować naturalne fluktuacje) oraz populacja wykorzystuje potencjał obszaru oraz  struktura wiekowa, rozrodczość i śmiertelność prawdopodobnie nie odbiegają od normy;
- wielkość siedliska gatunku jest wystarczająco duża, a jego jakość odpowiednio dobra dla długoterminowego przetrwania gatunku;
- brak jest istotnych negatywnych oddziaływań i nie przewiduje się większych zagrożeń     w przyszłości, nie obserwuje się negatywnych zmian w populacji i siedlisku. Zachowanie gatunku w perspektywie 10-20 lat jest niemal pewne[2].

Jeżeli którykolwiek z tych warunków nie jest spełniony, to stan ochrony określa się jako niezadowalający lub zły, zależnie jak poważne są odchylenia od powyższych warunków. Właściwy stan ochrony oznacza się symbolem FV i kolorem zielonym, stan niezadowalający symbolem U1 i kolorem pomarańczowym, a stan zły - symbolem U2 i kolorem czerwonym.